# Nikołaj Wieriowkin-Rachalski
Nikołaj Andriejewicz Wieriowkin-Rachalski, ros. Николай Андреевич Веревкин-Рахальский (ur. 11 lutego?/23 lutego 1893 we wsi Bielenkoje w guberni jekaterynosławskiej, zm. 22 kwietnia 1984 w Moskwie) – radziecki dowódca wojskowy, generał porucznik, szef (komendant) Wojskowej Akademii im. Frunzego w Moskwie (1937–1939 i 1941–1944).

## Życiorys
Syn oficera, po ukończeniu wojskowej szkoły piechoty w latach 1914–1917 był kapitanem w carskiej armii, brał udział w I wojnie światowej. Od lipca 1918 w Armii Czerwonej, dowódca 1 Fergańskiego Pułku Strzelców, 1919 dowódca 2 Turkiestańskiej Dywizji Piechoty. Uczestnik walk z basmaczami w Środkowej Azji, od 1920 kierownik szkoły wojskowej w Bucharze, potem szef sztabu Frontu Turkiestańskiego i zastępca dowódcy wojsk w Bucharze. Następnie szef sztabu i zastępca dowódcy wojsk Bucharskiej Ludowej Republiki Radzieckiej. Po 1924 na stanowiskach dowódczych w Środkowej Azji i na Kaukazie, następnie dowódca 74 Tamańskiej Dywizji Piechoty w Krasnodarze. Od 1932 wykładowca w Akademii Wojskowej im. Frunzego, potem kierownik katedry i kursu oraz zastępca szefa. 28 listopada 1935 mianowany komdiwem. W latach 1937–1939 tymczasowo pełnił obowiązki szefa Akademii, w 1941 zatwierdzony na stanowisku, które zajmował do 1944; pod koniec II wojny światowej za wybitne osiągnięcia w przygotowaniu wojskowym kadr oficerskich dla Armii Czerwonej Akademia została odznaczona Orderem Suworowa I klasy. Od 1939 komkor. Po wprowadzeniu wiosną 1940 nowych stopni wojskowych w Armii Czerwonej otrzymał stopień generała porucznika. W latach 1944–1945 był zastępcą dowódcy Frontu Leningradzkiego. Po zakończeniu wojny i przekształceniu Frontu Leningradzkiego w Leningradzki Okręg Wojskowy, został zastępcą dowódcy okręgu (do 1951). Później był zastępcą dowódcy Syberyjskiego Okręgu Wojskowego, a 1954-1958 szefem Wojskowego Instytutu KBP przy Radzie Ministrów ZSRR. Od 1958 w stanie spoczynku.

## Odznaczenia
- Order Lenina (dwukrotnie)
- Order Rewolucji Październikowej
- Order Czerwonego Sztandaru (czterokrotnie)
- Order Bohdana Chmielnickiego I klasy
- Order Kutuzowa II klasy
- Order Czerwonej Gwiazdy
- Medal jubileuszowy „XX lat Robotniczo-Chłopskiej Armii Czerwonej”
- Medal „Za zwycięstwo nad Niemcami w Wielkiej Wojnie Ojczyźnianej 1941–1945”
- Order Czerwonego Półksiężyca I klasy (Bucharska Ludowa Republika Radziecka, 1925)
- Order Czerwonego Półksiężyca II klasy (Bucharska Ludowa Republika Radziecka, 1923)